# Liste der Biografien/Cup
Liste der Biografien |
Portal Biografien |
Personensuche
# |
A |
B |
C |
D |
E |
F |
G |
H |
I |
J |
K |
L |
M |
N |
O |
P |
Q |
R |
S |
T |
U |
V |
W |
X |
Y |
Z |
?
 
Ca |
Cb |
Cc |
Ce |
Ch |
Ci |
Cj |
Ck |
Cl |
Cm |
Cn |
Co |
Cr |
Cs |
Ct |
Cu |
Cv |
Cw |
Cy |
Cz
 
Cua |
Cub |
Cuc |
Cud |
Cue |
Cuf |
Cug |
Cuh |
Cui |
Cuj |
Cuk |
Cul |
Cum |
Cun |
Cuo |
Cup |
Cuq |
Cur |
Cus |
Cut |
Cuv |
Cuw |
Cux |
Cuy |
Cuz
Die Liste der Biografien führt alle Personen auf, die in der deutschsprachigen Wikipedia einen Artikel haben. Dieses ist eine Teilliste mit 41 Einträgen von Personen, deren Namen mit den Buchstaben „Cup“ beginnt.

## Cup

### Cupa
- Cupal, Johanna (1919–1943), tschechisches Opfer der politischen Justiz des Nationalsozialismus
- Cupal, Ludvík (1915–1943), tschechoslowakischer Soldat
- Cupal, Tim (* 1971), österreichischer Journalist
- Cupane, Carolina (* 1948), italienische Byzantinistin
- Cupani, Francesco (1657–1710), italienischer Arzt und Botaniker
- Cupara, Vladimir (* 1994), serbischer Handballspieler

### Cupc
- cupcakKe (* 1997), US-amerikanische Rapperin

### Cupe
- Cúper, Héctor (* 1955), argentinischer Fußballspieler und -trainer
- Cuper, Mary Ellen (1847–1877), australische Telegraphistin und die erste Postmeisterin in New Norcia
- Cupérus, Nicolaas Jan (1842–1928), belgischer Politiker und Turnfunktionär

### Cupi
- Cupi, Andrea (* 1976), italienischer Fußballspieler
- Cupiał, Bogusław (* 1956), polnischer Unternehmer
- Čupić, Ivan (* 1986), kroatischer Handballspieler und -trainer
- Cupich, Blase Joseph (* 1949), US-amerikanischer Geistlicher und Erzbischof von ChicagoBlase Joseph Cupich (* 1949)

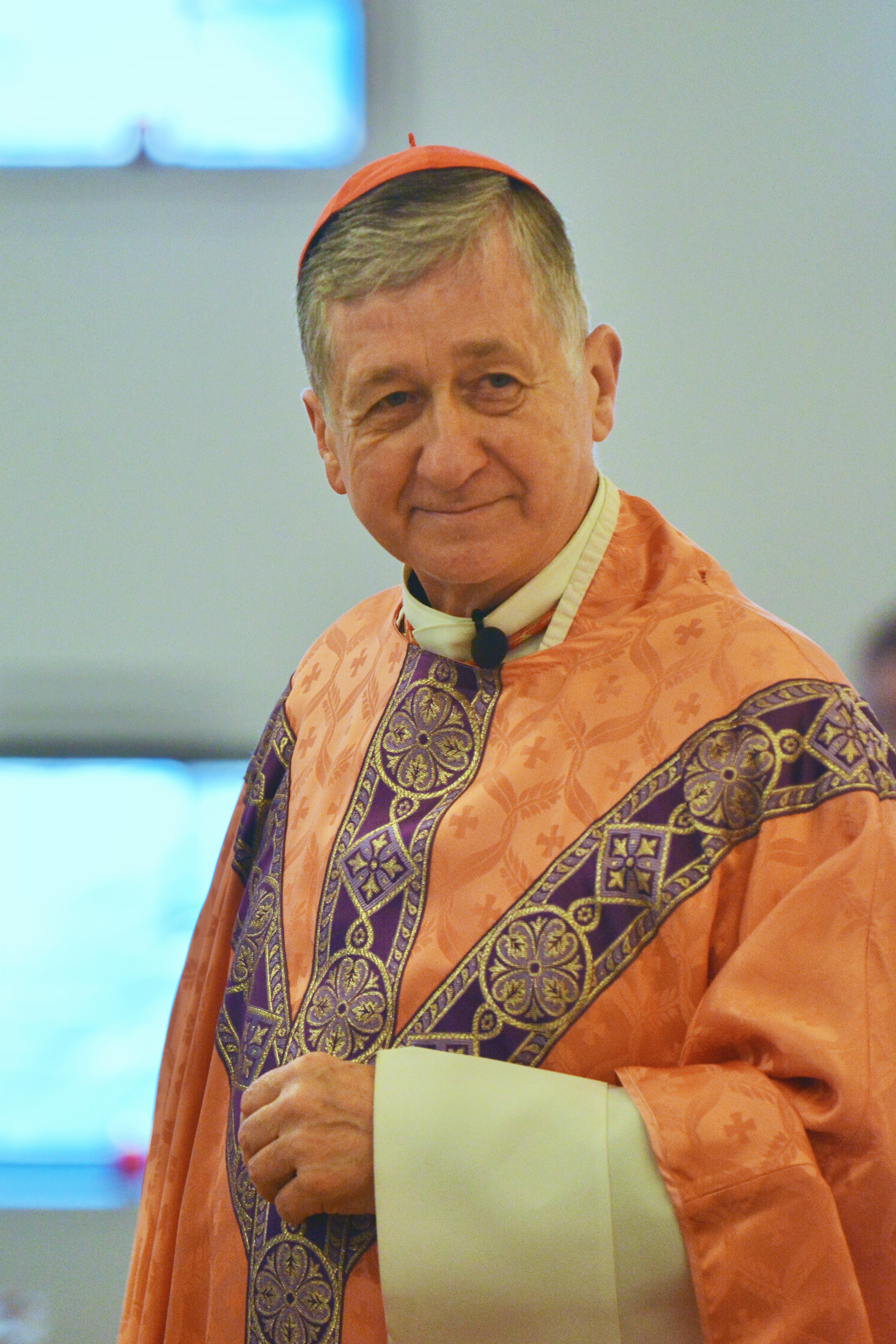
Blase Joseph Cupich (* 1949)

- Cupido, Luca (* 1995), US-amerikanischer Wasserballspieler
- Cupidon, Georgie (* 1981), seychellischer Badmintonspieler
- Cupis de Camargo, François (1719–1764), Violinist und Komponist
- Cupis de Camargo, Jean Baptiste le jeune (* 1741), französischer Violoncellist und Komponist
- Cupis de Camargo, Jean-Baptiste (1711–1788), französischer Violinist und Komponist
- Cupis, François (1732–1808), französischer Cellist und Komponist der Klassik
- Cupisti, Barbara (* 1962), italienische Schauspielerin und Dokumentarfilmerin
- Cupitt, Don (1934–2025), britischer Religionsphilosoph und Theologe

### Cupo
- Cupolo, Steve (* 1957), italo-kanadischer Eishockeyspieler
- Čupovski, Dimitrija (1878–1940), mazedonischer Publizist

### Cupp
- Cupp, Pat (* 1938), US-amerikanischer Rockabilly-Musiker
- Cüpper, Edgar (* 1949), belgischer Springreiter
- Cüpper, Marvin (* 1994), deutscher Eishockeytorwart
- Cüpper, Thomas (* 1966), deutscher Büttenredner, Conferencier, Musiker, Komponist und TextdichterThomas Cüpper (* 1966)

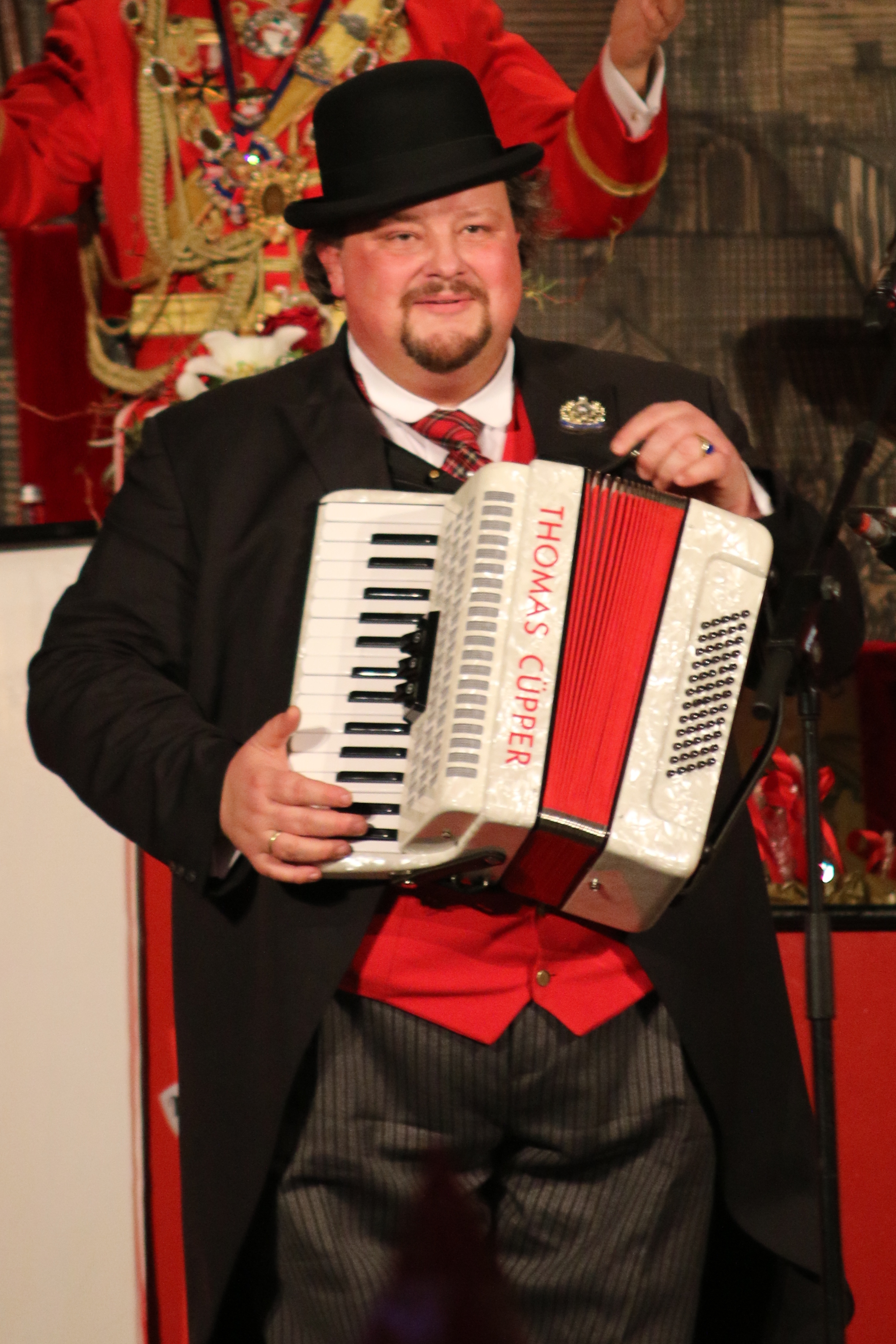
Thomas Cüpper (* 1966)

- Cüppers, Adam Josef (1850–1936), deutscher Schullehrer und Schriftsteller
- Cüppers, Carl (1920–2008), deutscher Pädagoge und Museumsgründer
- Cüppers, Curt (1910–1995), deutscher Mediziner
- Cüppers, Heinz (1929–2005), deutscher Archäologe und Direktor des Rheinischen Landesmuseums Trier
- Cüppers, Josef (1879–1953), deutscher Rechtsanwalt
- Cüppers, Martin (* 1966), deutscher Historiker und Leiter der Forschungsstelle Ludwigsburg
- Cüppers, Walter (1925–2016), deutscher Maler und Plastiker
- Cuppini, Emilio (* 1964), italienischer Motorradrennfahrer
- Cuppini, Gil (1924–1996), italienischer Jazzmusiker (Schlagzeug, Komposition) und Bandleader
- Cupples, L. Adrienne († 2022), US-amerikanische Biostatistikerin und Epidemiologin

### Cupr
- Čupr, Michal (* 1991), tschechischer Degenfechter
- Cupressenus Gallus, römischer Suffektkonsul (147)
- Cuprien, Frank (1871–1948), US-amerikanischer Maler der kalifornischen Pleinair-Impressionisten